# Cosmos 1

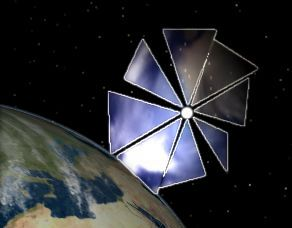
Artystyczna wizja statku Cosmos 1

Cosmos 1 – projekt The Planetary Society (Stowarzyszenia Planetarnego), mający na celu zbudowanie pojazdu kosmicznego, którego napęd stanowiłby żagiel słoneczny. Pojazd został wystrzelony 21 czerwca 2005 o godz. 21.46 czasu środkowoeuropejskiego z rosyjskiego okrętu podwodnego znajdującego się na Morzu Barentsa, w głowicy rakiety Wołna, opartej na pocisku balistycznym R-29R.
W 83. sekundzie lotu, nastąpiła awaria napędu pierwszego stopnia rakiety Wołna (przedwczesne wyłączenie się napędu pierwszego członu rakiety na skutek krytycznego spadku wydolności operacyjnej pompy silnika). Drugi stopień nie został uruchomiony. W wyniku awarii cały pojazd spadł z powrotem do Morza Barentsa. Domniemane wejście na orbitę, które zdawały się potwierdzać sygnały, rzekomo wykryte przez niektóre ze stacji śledzących, nigdy nie nastąpiło.
Gdyby pojazd osiągnął orbitę, to 25 czerwca 2005 miał zostać rozwinięty żagiel. Byłoby to pierwsze w historii użycie żagla do napędu pojazdu kosmicznego.
Pojazd posiadał 8 trójkątnych, mylarowych żagli, o łącznej powierzchni ok. 600 m². Materiał ten miał grubość 5 mikrometrów, a cały pojazd miał masę ok. 100 kilogramów.
Planowana podróż pojazdu miała trwać ok. miesiąca – na tyle czasu wyliczono trwałość materiału żagli, który zużywa się pod wpływem światła słonecznego. Właściwa misja miała rozpocząć się na wysokości 840 km (apogeum; perygeum – 832 km), na prawie kołowej, blisko biegunowej orbicie, o nachyleniu 78,6 stopni. Okres orbity miał wynosić 104 minuty, z czego przez 35 minut statek miał pozostać w cieniu Ziemi. W czasie misji, poza oczywistym zbadaniem możliwości kontrolowanego lotu żaglowego, planowano także próbę napędzania pojazdu za pomocą silnego promienia mikrofalowego wysyłanego ze stacji naziemnej.